# Esqui estilo livre nos Jogos Olímpicos de Inverno de 2022 - Slopestyle masculino
O slopestyle masculino do esqui estilo livre nos Jogos Olímpicos de Inverno de 2022 foi disputado no Parque de Neve Genting, em Zhangjiakou, nos dias 14 e 16 de fevereiro.

## Medalhistas
| Ouro   | USA Alex Hall     |
| Prata  | USA Nick Goepper  |
| Bronze | SWE Jesper Tjäder |

## Resultados

### Qualificação
Os doze melhores atletas classificam-se à final.
| Pos. | Bib | Ordem | Atleta             | País               | 1ª descida | 2ª descida | Melhor | Notas |
| ---- | --- | ----- | ------------------ | ------------------ | ---------- | ---------- | ------ | ----- |
| 1    | 1   | 3     | Andri Ragettli     | SUI Suíça          | 76.98      | 85.08      | 85.08  | Q     |
| 2    | 4   | 4     | Birk Ruud          | NOR Noruega        | 83.96      | 40.95      | 83.96  | Q     |
| 3    | 9   | 13    | Nick Goepper       | USA Estados Unidos | 82.51      | 80.23      | 82.51  | Q     |
| 4    | 8   | 9     | Jesper Tjäder      | SWE Suécia         | 59.15      | 79.38      | 79.38  | Q     |
| 5    | 6   | 17    | Alex Hall          | USA Estados Unidos | 79.13      | 40.60      | 79.13  | Q     |
| 6    | 2   | 2     | Colby Stevenson    | USA Estados Unidos | 78.01      | 35.80      | 78.01  | Q     |
| 7    | 21  | 21    | Ben Barclay        | NZL Nova Zelândia  | 76.00      | 77.71      | 77.71  | Q     |
| 8    | 16  | 11    | Kim Gubser         | SUI Suíça          | 76.71      | DNS        | 76.71  | Q     |
| 9    | 27  | 18    | Matěj Švancer      | AUT Áustria        | 37.25      | 74.86      | 74.86  | Q     |
| 10   | 5   | 5     | Fabian Bösch       | SUI Suíça          | 53.83      | 74.53      | 74.53  | Q     |
| 11   | 12  | 26    | Max Moffatt        | CAN Canadá         | 74.06      | 35.06      | 74.06  | Q     |
| 12   | 14  | 25    | Oliwer Magnusson   | SWE Suécia         | 73.46      | 39.16      | 73.46  | Q     |
| 13   | 15  | 6     | Édouard Therriault | CAN Canadá         | 70.40      | 23.75      | 70.40  |       |
| 14   | 20  | 23    | Javier Lliso       | ESP Espanha        | 21.95      | 69.16      | 69.16  |       |
| 15   | 17  | 12    | Finn Bilous        | NZL Nova Zelândia  | 68.01      | 32.85      | 68.01  |       |
| 16   | 7   | 29    | Ferdinand Dahl     | NOR Noruega        | 35.41      | 67.61      | 67.61  |       |
| 17   | 28  | 28    | Daniel Bacher      | AUT Áustria        | 63.60      | 16.21      | 63.60  |       |
| 18   | 29  | 24    | Leonardo Donaggio  | ITA Itália         | 63.48      | 42.88      | 63.48  |       |
| 19   | 22  | 19    | Colin Wili         | SUI Suíça          | 54.45      | 38.03      | 54.45  |       |
| 20   | 3   | 1     | Mac Forehand       | USA Estados Unidos | 51.21      | 37.80      | 51.21  |       |
| 21   | 31  | 16    | He Jinbo           | CHN China          | 42.83      | 20.85      | 42.83  |       |
| 22   | 11  | 15    | Christian Nummedal | NOR Noruega        | 41.48      | 16.03      | 41.48  |       |
| 23   | 13  | 22    | Evan McEachran     | CAN Canadá         | 40.90      | 33.70      | 40.90  |       |
| 24   | 26  | 10    | Tormod Frostad     | NOR Noruega        | 22.11      | 38.05      | 38.05  |       |
| 25   | 18  | 27    | Henrik Harlaut     | SWE Suécia         | 37.70      | 48.16      | 48.16  |       |
| 26   | 24  | 31    | Teal Harle         | CAN Canadá         | 36.05      | 33.81      | 36.05  |       |
| 27   | 30  | 8     | Simo Peltola       | FIN Finlândia      | 35.01      | 29.25      | 35.01  |       |
| 28   | 23  | 20    | Hugo Burvall       | SWE Suécia         | 33.40      | 28.58      | 33.40  |       |
| 29   | 25  | 14    | Thibault Magnin    | ESP Espanha        | 33.06      | 14.78      | 33.06  |       |
|      | 10  | 7     | James Woods        | GBR Grã-Bretanha   | DNS        | DNS        | DNS    | DNS   |
|      | 19  | 30    | Antoine Adelisse   | FRA França         | DNS        | DNS        | DNS    | DNS   |

### Final
A final foi composta de 3 descidas, com a melhor descida entrando na pontuação final do atleta.
| Pos. | Bib | Ordem | Atleta           | País               | 1ª descida | 2ª descida | 3ª descida | Melhor | Notas |
| ---- | --- | ----- | ---------------- | ------------------ | ---------- | ---------- | ---------- | ------ | ----- |
| 01 ! | 6   | 8     | Alex Hall        | USA Estados Unidos | 90.01      | 86.38      | 31.41      | 90.01  |       |
| 02 ! | 9   | 10    | Nick Goepper     | USA Estados Unidos | 45.75      | 86.48      | 53.45      | 86.48  |       |
| 03 ! | 8   | 9     | Jesper Tjäder    | SWE Suécia         | 85.35      | 16.11      | 37.33      | 85.35  |       |
| 4    | 1   | 12    | Andri Ragettli   | SUI Suíça          | 78.20      | 83.50      | 33.95      | 83.50  |       |
| 5    | 4   | 11    | Birk Ruud        | NOR Noruega        | 26.98      | 47.93      | 79.33      | 79.33  |       |
| 6    | 5   | 3     | Fabian Bösch     | SUI Suíça          | 78.05      | 51.46      | 13.98      | 78.05  |       |
| 7    | 2   | 7     | Colby Stevenson  | USA Estados Unidos | 77.41      | 41.73      | 55.18      | 77.41  |       |
| 8    | 27  | 4     | Matěj Švancer    | AUT Áustria        | 73.05      | 31.86      | 49.83      | 73.05  |       |
| 9    | 12  | 2     | Max Moffatt      | CAN Canadá         | 47.18      | 65.31      | 70.40      | 70.40  |       |
| 10   | 21  | 6     | Ben Barclay      | NZL Nova Zelândia  | 29.16      | 29.78      | 67.40      | 67.40  |       |
| 11   | 14  | 1     | Oliwer Magnusson | SWE Suécia         | 23.75      | 22.75      | 40.46      | 40.46  |       |
| 12   | 16  | 5     | Kim Gubser       | SUI Suíça          | DNS        | DNS        | DNS        | DNS    | DNS   |

Legenda
| Recorde mundial      | Recorde mundial (World record)               |                       | Recorde africano                      | Recorde africano (African) |                                           | Q | Classificado por posição (Qualified) |
| Recorde olímpico     | Recorde olímpico (Olympic record)            | Recorde da América    | Recorde da América (Americas)         | q                          | Classificado por melhor tempo (Qualified) |   |                                      |
| Melhor marca do ano  | Melhor marca do ano (World leading)          | Recorde asiático      | Recorde asiático (Asian)              | DNS                        | Não largou (Did not start)                |   |                                      |
| Recorde nacional     | Recorde nacional (National record)           | Recorde europeu       | Recorde europeu (European)            | DNF                        | Não terminou (Did not finish)             |   |                                      |
| Recorde pessoal      | Recorde pessoal do atleta (Personal best)    | Recorde da Oceania    | Recorde da Oceania (Oceania)          | DSQ / DQ                   | Desclassificado (Disqualified)            |   |                                      |
| Recorde da temporada | Recorde da temporada do atleta (Season best) | Recorde sul-americano | Recorde sul-americano (South America) | NM                         | Sem marca (No mark)                       |   |                                      |